# Katonga-Tal
Das Katonga-Tal liegt im Südwesten Ugandas. Das Besondere ist, dass der darin verlaufende Katonga in zwei Richtungen entwässert.

## Entstehung

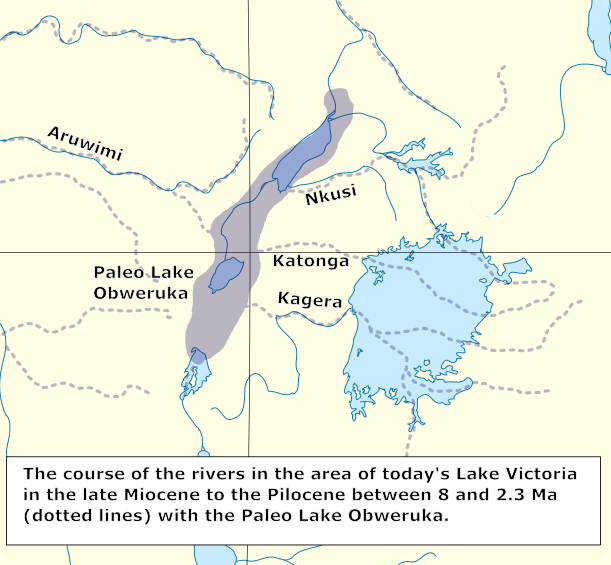
Der Verlauf der Flüsse im Gebiet des heutigen Viktoriasees im späten Miozän bis zum Pliozän zwischen 8 und 2.3 Ma

Das Tal verläuft in ostwestliche Richtung. Es verbindet den Georgsee mit dem Viktoriasee. Es wird angenommen, dass ehemals der Viktoriasee über es abfloss.
Es gibt Hinweise, dass das Gebiet des heutigen Viktoriasees ursprünglich nach Westen in den Kongo entwässerte, so auch der Katonga. Bei der Entstehung des Ostafrikanischen Grabenbruchs wurden die Ränder der Bruchkanten angehoben und es entstand das Becken des heutigen Viktoriasees. Durch die Hebung und zusätzlich das Absacken des Grabens selber bildete sich eine neue Wasserscheide im Flussbett. Aus dem dortigen Sumpf-Gebiet nahe dem Katonga Wildlife Reserve fließt das Wasser nun nach Westen in den Georgsee und nach Osten in den Viktoriasee.
Vergleichbares hat sich auch an den Koki-Seen abgespielt, die bei Hochwasser immer noch nach Westen in den Kagera abfließen. Ein weiteres Beispiel ist der Verlauf der beiden Flüsse Nkusi (Albertsee) und Kafu (Kyogasee). Auch der Kagera und der Ruizi haben bei diesem Prozess ihre Fließrichtung umgedreht.

## Hydrologie
Das Einzugsgebiet wird, je nach Quelle, mit Werten zwischen 13.930 und 15.244 km² angegeben. 
Die durchschnittliche monatliche Durchströmung des Katonga wurde am Pegel Kampala-Masaka Road, kurz vor der Mündung, in m³/s gemessen.